# Sovkhózne (Simferòpol)
|  | Per a altres significats, vegeu «Sovkhóznoie». |

Sovkhózne (en (ucraïnès): Совхозне, en rus: Совхозное, Sovkhóznoie) és un poble de la República Autònoma de Crimea, a Ucraïna, que el 2014 tenia 1.109 habitants. Pertany al districte de Simferòpol.